# 小島智子
小島 智子（こじま ともこ、1978年3月23日 ）は、大阪府出身の元チアリーダー。身長：163cm、血液型：B型。帝塚山学院中学校・高等学校、立命館大学経済学部卒業。
元NFLのチアリーダーで日本人では初となるチームキャプテンを務めた。NFLのタンパベイ・バッカニアーズで2003年から2011年まで日本人最長記録となる8シーズン連続チアリーダーを務めた。最終年にはNFL史上初の日本人チームキャプテンとして活躍した。8シーズンのうち4シーズンはチーム内で選ばれる選抜チームのメンバーにも選出され、日本、イギリス、グアム、ハワイ、韓国、エクアドル、ホンジュラス、キュラソー、オーストラリアや米国内でNFLプローモーション活動や米軍慰問活動を行った。日本には2003年のバッカニアーズチアリーダーズとしてのデビュー戦となったアメリカンボウルを含め、3度ほど来日している。株式会社エスイーエス所属。

## 来歴
高校2年時にホームステイを経験したがその時のミドルスクールの副校長がサンディエゴ・チャージャーズのOBであったことからNFLのチアリーダーと初めて出会う。
立命館大学入学と同時に応援団チアリーダー部に入部した。大学入学前にはバレエやバトン経験はなかったが、4回生時に応援団チアリーダー部長。2000年3月に大学を卒業した後は京都信用金庫に勤務しながらXリーグ所属松下電工インパルスのチアリーダーとしても活躍した。
2002年日本で行われたNFLチアリーダー公式オーディションを突破しサンフランシスコ・フォーティナイナーズのオーディションに参加したが不合格となった。
2003年、単身渡米し倍率16倍の難関を乗り越えてタンパベイ・バッカニアーズのオーディションに合格し、同チーム日本人初のチアリーダーになった。同年に東京ドームで行われたアメリカンボウルの際にタンパベイ・バッカニアーズのチアリーダーとして参加している。
2007年、日本人NFLチアリーダーとして5シーズン連続で合格し、日本人最長記録を更新した。
2009年の第43回スーパーボウル開催時には、地元タンパでスーパーボウルが開催されたことから、ホストシティチアリーダーとしてイベントなどで引っ張りだこになった。同年7月にはバッカニアーズの他のチアリーダーと共に沖縄県のキャンプ・キーザーに駐留するアメリカ海兵隊を訪問した。
また同年、NFL International Series in Londonの舞台（バッカニアーズ対ペイトリオッツ）に日本人として初めて立つ。イギリスのDJであるカルヴィン・ハリスと共演する。
チアリーダー現役時代、アメリカでの活動資金としてヤマハ発動機スポーツ振興財団が行っているスポーツチャレンジ体験助成を3年間受けた。。
現役時代、バッカニアーズ・チアリーダーズとして年間300回以上にも及ぶチャリティー活動を実施。
フィールド外でも献身的に活躍した。
現役最終シーズンとなる2010-2011シーズンには日本人NFLチアリーダー史上初となるチームキャプテンに抜擢される。
同時に日本人NFLチアリーダー最長8シーズン連続合格という記録も更新した。
2011年4月をもって現役引退し、現在はテレビ出演や講演、チアクリニックなど幅広いフィールドで活躍中。
現役時代の活動が認められ、記念すべき第1回大阪マラソンのチャリティーランナーに抜擢された。
2012年6月、日本三大祭の一つである天神祭の御膝元、大阪・天満を拠点とする小島智子がコーチを務めるキッズチアダンス教室「Tomoko Kojima Cheerdance Academy」を開校。小島智子が提唱する「チアスピリット」（チームワーク、挨拶の大切さ、感謝の気持ち、思いやりの精神）の大切さを子ども達に伝える、地域密着型のチアダンスアカデミーとして展開している。
2014年より、阪神タイガースチアリーディングチームのスーパーアドバイザーに就任する。